# Vendhuile
Vendhuile település Franciaországban, Aisne megyében. Lakosainak száma 574 fő (2022. január 1.). Vendhuile Aubencheul-aux-Bois, Bony, Gouy, Lempire, Honnecourt-sur-Escaut, Épehy és Les Rues-des-Vignes községekkel határos.

## Népesség
A település népessége az elmúlt években az alábbi módon változott:
| Lakosok száma | 604  | 480  | 450  | 504  | 541  | 565  | 556  | 558  | 561  | 574  |
|               | 1968 | 1982 | 1990 | 2006 | 2013 | 2015 | 2017 | 2019 | 2020 | 2022 |